# Norfolk Air
Norfolk Air était une compagnie aérienne basée sur l'île Norfolk, un territoire extérieur de l'Australie. Elle appartenait à l'Administration de l'île Norfolk, avec des vols opérés par Nauru Airlines.
La compagnie aérienne a fourni des services entre l'aéroport de Norfolk Island et Sydney, Brisbane, Newcastle et Melbourne. Comme l'île Norfolk se trouvait jusqu'en juillet 2016 à l'extérieur de la zone domestique australienne, les vols devaient décoller des terminaux internationaux de chaque aéroport et les passagers devaient être munis d'un document d'identité ou d'un passeport.